# Benifairó de la Valldigna
Benifairó de la Valldigna es un municipio de la provincia de Valencia, en la Comunidad Valenciana, España. Pertenece a la comarca de la Safor.

## Toponimia
El topónimo deriva del árabe بني خيرون (banī Ḫayrūn) «hijos de Jayrún».

## Geografía

Localización de Benifairó de la Valldigna en la comarca de la Safor

Benifairó de la Valldigna es uno de los 4 pueblos que integran la Valldigna junto a Tabernes de Valldigna, Simat de Valldigna y Bárig. Situado en la comarca de la Safor, se encuentra a 55 km de la capital Valencia

### Cómo llegar
Desde Valencia se accede a través de la V-31, tomando luego la AP-7 o A-7 y posteriormente la CV-50 para finalizar accediendo por la CV-602.

### Localidades limítrofes
El término municipal de Benifairó de la Valldigna limita con las siguientes localidades:
Carcagente, Alcira, Tabernes de Valldigna, Jaraco y Simat de Valldigna todas ellas de la provincia de Valencia.

## Historia

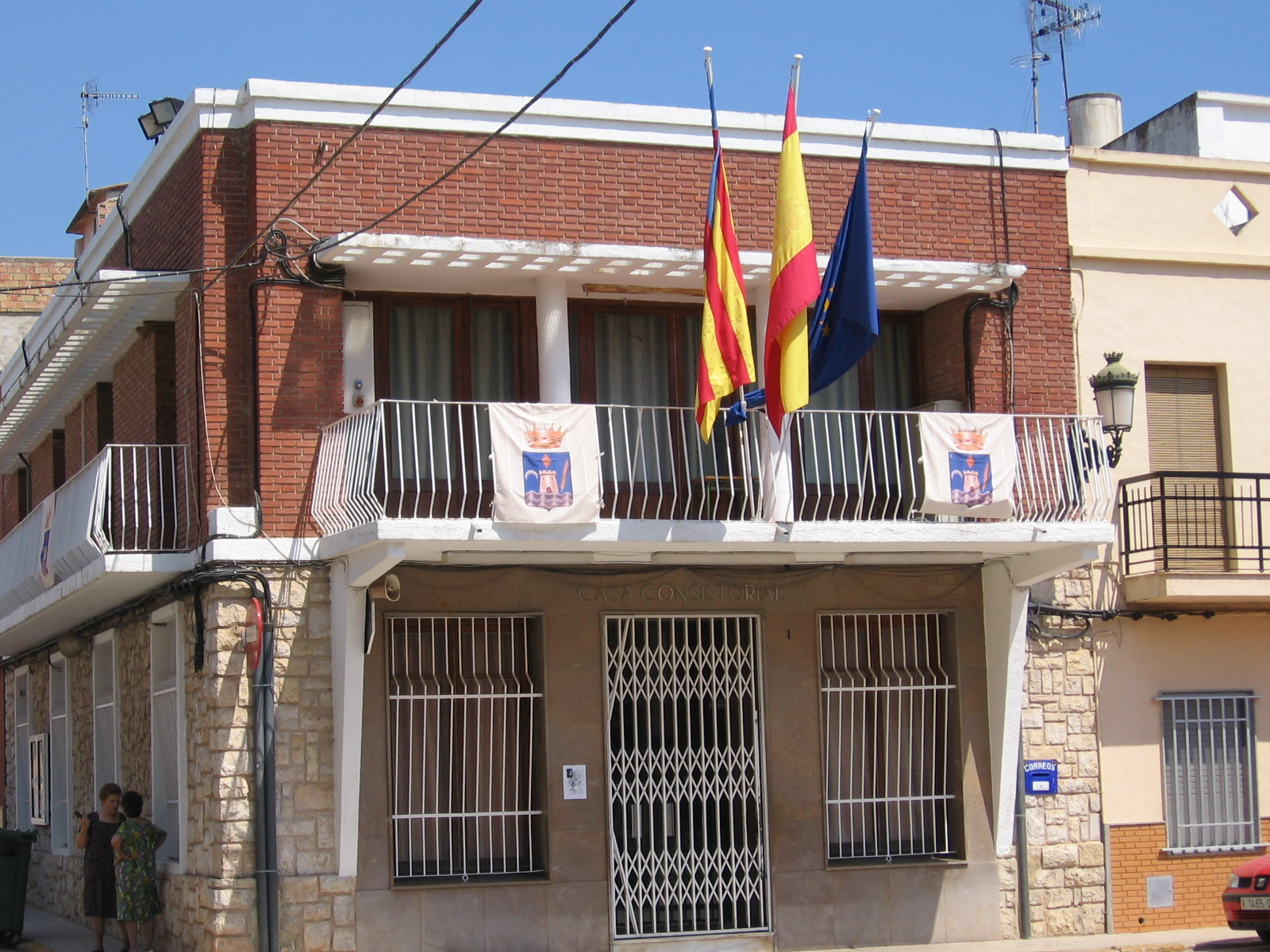
Casa Consistorial.

Antigua alquería árabe donada por Jaime I a Doménech de Teylla el 11 de mayo de 1249, y a Ferrer Matoses el 19 de julio del mismo año. Según el Libro del Reparto está situada en el Alfándech de Marinyén, y es designada como Beniayroy, Beniayro, Beniargon y Benihayron. Pasó posteriormente a la Corona, a la emperatriz Constanza y, por último, en 1298, Jaime II la otorgó a la fundación del Real Monasterio de Santa María de la Valldigna, que fue señor del lugar hasta el siglo XIX. Las tierras de la Valldigna fueron cedidas en enfiteusis por la carta puebla de 1336. En las guerras de la unión los moriscos se unieron a los castellanos, en contra del rey Pedro IV y de los monjes del monasterio, que tuvieron que huir. Al triunfar dicho monarca, condenó a muerte a los sublevados; pero como eran tan numerosos, el monasterio solicitó del rey un indulto y acabaron siendo vendidos como esclavos del abad. En 1411 sufrió las consecuencias de un terremoto. En 1519 tomó parte en las Germanías, siendo bautizados, de diez en diez, los moriscos de Benifairó ante la fuerza armada, en la capilla de la Virgen de Gracia del monasterio. Durante el siglo XV, las principales actividades económicas de la Valldigna eran el cultivo de la caña de azúcar, las industrias destinadas a la artesanía textil, la seda y la ganadería, con algunas exportaciones a Castilla, Granada y Berbería. Con mayoría de población morisca, su expulsión permitió al monasterio reforzar los derechos señoriales, según se constata de la carta puebla de 1609 y las tierras, repartidas en lotes de 3 ha, fueron concedidas nuevamente en enfiteusis. La estructura social durante los siglos XVII y XVIII venía definida por la existencia de una comunidad campesina relativamente homogénea y en su mayor parte empobrecida. La abolición del régimen señorial y la desamortización eclesiástica acabaron con el dominio del monasterio. En 1932, se declaró como sujeto a expropiación el 13,5 % de las tierras municipales pertenecientes en su totalidad a propietarios no residentes en el municipio. Durante la guerra civil española se constituyó una colectividad agraria de la CNT. Con la crisis de la sericultura, la agricultura se ha basado desde el siglo XX en el cultivo del naranjo

## Demografía
Benifairó de la Valldigna cuenta con una población de 1560 habitantes (INE 2024).
| Gráfica de evolución demográfica de Benifairó de la Valldigna entre 1842 y 2021                                     |
| |
| Población de derecho según los censos de población del INE Población de hecho según los censos de población del INE |

La población aumentó muy lentamente desde el siglo XVIII hasta 1950 en que se estabilizó, habiendo pasado de 1035 habitantes a finales del XVIII a 1646 en el año 1994.

## Economía
Desde el siglo XV la riqueza de Benifairó residía en el caña de azúcar y la seda, que se exportaba a Castilla, Granada y Berbería, pero la crisis de la sericultura en el siglo XIX dejó la naranja como único motor de la economía local
Actualmente se basa principalmente en la agricultura (cítricos), aunque también se está desarrollando el sector turístico por su proximidad a las playas de Tabernes de Valldigna y Gandía.

## Administración y política
Su actual alcalde es Josep Antoni Alberola, de Compromís.
| Periodo   | Nombre                 | Partido       |
| --------- | ---------------------- | ------------- |
| 1979-1983 | Jesús Bernat Serna     | Independiente |
| 1983-1987 | Agustí Pascual Granell | PSPV-PSOE     |
| 1987-1991 | Agustí Pascual Granell | PSPV-PSOE     |
| 1991-1995 | Agustí Pascual Granell | PSPV-PSOE     |
| 1995-1999 | Agustí Pascual Granell | PSPV-PSOE     |
| 1999-2003 | Agustí Pascual Granell | PSPV-PSOE     |
| 2003-2007 | Jesús Ferrando Peris   | BLOC          |
| 2007-2011 | Jesús Ferrando Peris   | BLOC          |
| 2011-2015 | Agustí Pascual Granell | PSPV-PSOE     |
| 2015-2019 | Josep Antoni Alberola  | Compromís     |
| 2019-2023 | Tatiana Catararu       | Compromís     |
| 2023-act. | Marc Vercher Alberola  | PSPV-PSOE     |

## Patrimonio
- Castillo de Mariñén: Dentro del término municipal se encuentran las ruinas del legendario Castillo de Mariñén que, bajo las construcciones medievales, conserva restos de un poblado de la Edad del Bronce. Los vestigios principales de este castillo son la Puerta de el Albacar, la Torre del Homenaje y la ventana por dónde dice la leyenda se echó al precipicio la reina mora; también en estas ruinas se han encontrado monedas romanas y un pequeño tesoro de monedas de Jaime I. En estos restos predomina la arquitectura de los siglos XIII y XIV.[cita requerida]
- Ruta de los Monasterios de Valencia. Benifairó de la Valldigna se encuentra enclavado dentro del itinerario de esta ruta monumental y cultural inaugurada en 2008, que discurre por la localidad, visita ineludible de la cual, es el cercano Monasterio de Santa María de la Valldigna.
- Casa Pator
- Casa Plancha
- Ermita de San Miguel
- Ermita de San Roque
- Hospital Romero
- Iglesia parroquial de San Juan Evangelista
- LA C
- El Puestet

## Fiestas locales
- Fiestas Patronales. Se celebran la última semana de julio y del uno al tres de agosto en honor de San Benito Mártir, patrón del pueblo. Durante estas fiestas se realizan toda clase de actos lúdicos como son verbenas, concurso de paellas, pasacalles, juegos infantiles, etc.